# Прус Євген Мартинович
Прус Євген Мартинович (19 грудня 1917 — 25 листопада 2017) — радянський військовик часів Другої світової війни, почесний громадянин міста Бровари.

## Життєпис
Народився 19 грудня 1917 року на Черкащині. Закінчив Ворошиловградський педагогічний інститут (учитель географії).
Брав участь у Німецько-радянській війні.
З 1958 по 1962 роки — завідувач Броварського районного відділу освіти. У 1962–1965 роках — директор Броварської школи-інтернату. З 1966 року працював заступником директора СШ № 1, а з 1973 року — на цій же посаді в СШ № 7. Із квітня 1982 року по вересень 1985 року працював завучем у цій школі.
Помер 25 листопада 2017 року.

## Нагороди та відзнаки[2]
- орден Червоного прапора
- медаль «За оборону Сталінграда»
- медаль «За звільнення Варшави»
- медаль «За взяття Берліна»
- орден «Вітчизняної війни» II ст. [1]
- медаль «За доблестный труд»
- «Відмінник народної освіти»
- медаль ім. А. С. Макаренка.
- Почесний громадянин міста Бровари — з 2005 року[5].